# Елберфілд (Індіана)
Елберфілд (англ. Elberfeld) — місто (англ. town) в США, в окрузі Воррік штату Індіана. Населення — 644 особи (2020).

## Географія
Елберфілд розташований за координатами 38°9′42″ пн. ш. 87°26′53″ зх. д. / 38.16167° пн. ш. 87.44806° зх. д. (38.161650, -87.448155).  За даними Бюро перепису населення США в 2010 році місто мало площу 0,79 км², уся площа — суходіл.

## Демографія
Згідно з переписом 2010 року, у місті мешкало 625 осіб у 251 домогосподарстві у складі 186 родин. Густота населення становила 789 осіб/км².  Було 275 помешкань (347/км²).
Расовий склад населення:
| - 97,3 % — білих - 1,0 % — корінних американців - 0,2 % — чорних або афроамериканців |

До двох чи більше рас належало 1,6 %. Частка іспаномовних становила 1,3 % від усіх жителів.
За віковим діапазоном населення розподілялося таким чином: 25,1 % — особи молодші 18 років, 59,7 % — особи у віці 18—64 років, 15,2 % — особи у віці 65 років та старші. Медіана віку мешканця становила 38,3 року. На 100 осіб жіночої статі у місті припадало 100,3 чоловіків;  на 100 жінок у віці від 18 років та старших — 91,8 чоловіків також старших 18 років.
Середній дохід на одне домашнє господарство  становив 64 366 доларів США (медіана — 52 115), а середній дохід на одну сім'ю — 72 761 долар (медіана — 61 875). Медіана доходів становила 46 458 доларів для чоловіків та 34 205 доларів для жінок. За межею бідності перебувало 10,7 % осіб, у тому числі 15,3 % дітей у віці до 18 років та 4,0 % осіб у віці 65 років та старших.
Цивільне працевлаштоване населення становило 364 особи. Основні галузі зайнятості: освіта, охорона здоров'я та соціальна допомога — 25,3 %, виробництво — 15,9 %, роздрібна торгівля — 11,8 %, транспорт — 10,2 %.